# ويليام هودسون
ويليام هودسون هو سياسي كندي، ولد في 18 مارس 1912 في كندا، وتوفي في 27 أكتوبر 1988 في كندا. حزبياً، نشط في حزب أونتاريو المحافظ التقدمي. وقد انتخب عضو برلمان مقاطعة أونتاريو.